# Verchain-Maugré
 Verchain-Maugré  es una población y comuna francesa, en la región de Norte-Paso de Calais, departamento de Norte, en el distrito de Valenciennes y cantón de Valenciennes-Sud.

## Demografía
| 1053 | 1076 | 1041 | 1052 | 1033 | 966 |
| Para los censos de 1962 a 1999 la población legal corresponde a la población sin duplicidades (Fuente: INSEE [Consultar]) |      |      |      |      |     |